# Reinette L'Oranaise
Sultana Daoud (còn được gọi là Reinette l'Oranaise; 1918 tại Tiaret, Algérie - 17 tháng 11 năm 1998, tại Paris) là một ca sĩ người Algérie, người đã giúp bảo tồn âm nhạc Arab-Andalus, cũng như giới thiệu thể loại này cho khán giả châu Âu.
Bà sinh ra ở Tiaret, một thị trấn lớn của Ả Rập, con gái của một giáo sĩ Ma-rốc. Bị mù do bệnh đậu mùa khi hai tuổi, bà học tại một trường dành cho người mù ở Algiers, cho đến khi mẹ bà khuyến khích cô bé nghe nhạc. Bà đã học với Saoud l'Oranais, người đặt cho cô biệt danh là Rebette l'Oranaise ("Queenie từOran"). Từ ông, bà đã học chơi một số nhạc cụ và học được rất nhiều bài hát truyền thống tuyệt vời theo phong cách Ả Rập-Andalus và Raï. Họ chuyển đến Paris năm 1938, nhưng theo đề nghị của anh, bà sớm quay lại Algeria. Ở đó, bà gia nhập dàn nhạc Meriem Fekkai, cho đến khi nền độc lập của Algeria kết thúc sự nghiệp - bà đã phản đối độc lập. Không thể tìm được việc làm ở quê nhà, bà trở về Pháp, chơi trong các nhà hàng và các bữa tiệc riêng tư cho cộng đồng Do Thái Bắc Phi ở Paris.
Trong những năm 1980, sự quan tâm ngày càng tăng đối với " Âm nhạc thế giới" đã đưa bà đến sự chú ý của giới truyền thông và một lần nữa cô có thể biểu diễn trước đông đảo khán giả. Bà hát bằng tiếng Ả Rập và ladino và là một người biểu diễn chaabi rất được kính trọng, biểu diễn cùng Cheik El Haj Mohammed El Anka, người đã kiếm được hơn 130 lps. Bà rất được người Hồi giáo Oran yêu mến và để lại một di sản chaabi giàu có.

## Danh sách đĩa hát
- Kho báu tiếng Ả Rập của người Do Thái (2006) (AKA Trésors de la Chanson Judéo-Arabe)
- Mémoires (2001)
- Tôi ước tôi là người Ai Cập (2000)

Bản thu âm bài hát "Qum Tara" của bà đã được sử dụng trong bộ phim A la Place du Coeur (1998) 